# Telipogon alticola
Telipogon alticola är en orkidéart som först beskrevs av Dodson och Rodrigo Escobar, och fick sitt nu gällande namn av Norris Hagan Williams och Robert Louis Dressler. Telipogon alticola ingår i släktet Telipogon och familjen orkidéer. Inga underarter finns listade i Catalogue of Life.